# Hijos de Mundo Anillo
Hijos de Mundo Anillo (título original en inglés: Ringworld's Children) es una novela de ciencia ficción de Larry Niven publicada en el año 2004, cuarta parte de la Saga del Mundo Anillo. Describe la continuación de las aventuras de Louis Wu y sus compañeros en el mundo anillo dentro del espacio conocido.

## Resumen de la trama
La trama se relaciona fuertemente con la llamada Guerra del límite. Todas las especies inteligentes del mundo conocido están interesadas en el mundo anillo. En la novela se ven involucrados en una guerra fría de facciones en el límite del sistema estelar del mundo anillo.
La novela explora además la interacción entre múltiples elementos inventados o descriptos en previas novelas o cuentos cortos de Niven. Por ejemplo, dos historias en la antología de cuentos cortos Crashlander consideran separadamente las implicaciones de un superempuje y la nanotecnología médica. Aunque estas supertecnologías no tienen relación aparente, su combinación juega un elemento clave en la trama.  
En otro ejemplo, la fuerza policial ARM de la guerra del límite se mueve a base de antimateria, y tiene armas de antimateria. Cuando se pregunta sobre su procedencia, Hindmost subraya que probablemente vienen de un sistema solar de antimateria. Esta es una referencia a un tercer cuento corto, Flatlander, en la antología Crashlander, que describe el descubrimiento de un planeta de antimateria.
Como en las novelas previas, la interacción de varios protectores de homínidos juega un rol importante, incluyendo uno que reclama ser de los constructores originales del anillo. Una serie de hechos revelados anteriormnente resultan ser mentiras de los personajes, recurso común de Niven en Mundo anillo y en otros títulos ambientados en el mundo conocido, especialmente aquellos que involucran a protectores y titerotes